# 少年偵探 ～推理之絆～
《少年偵探 ～推理之絆～》（日语：スパイラル～推理の絆～）是由城平京原作、水野英多負責作画的日本漫畫作品。於史克威爾艾尼克斯漫畫雜誌《月刊少年GANGAN》平成11年9月号（1999年8月）至平成17年11月号（2005年10月）期間進行連載。單行本全15卷。
後來改編成小說、電視動畫、廣播劇CD等衍生作品。電視動畫版以原創故事收尾。前傳漫畫《推理之絆 - 螺旋重現》（スパイラル・アライヴ）也已連載完畢。

## 故事簡介
月臣學園一年級學生鳴海步是一個聰明但作風懶散的少年，自從兩年前他哥哥留下「去尋找詛咒之子」的留言後就神秘地失踪，之後就與當警官的大嫂鳴海園相依為命，為了查明兄長的失踪之迷，他展開了一系列的調查，但神秘的殺人事件開始接連在鳴海步身邊發生，而疑點都似有若無地指向「詛咒之子」和其後的神秘真相，到底這些與失踪的哥哥有沒有關聯？

## 登場人物

### 主角
鳴海 步（聲優：鈴村健一／台灣：劉傑）
生日：12月1日、星座：射手座、興趣：料理
本故事的主角。月臣學園一年級，鳴海清隆的弟弟，從小到大被鳴海清隆剝奪了一切。
前期相當軟弱、且陰鬱消極，但後期卻變得很堅強（似乎是為了解決詛咒之子的緣故而改變的）。
其實鳴海步並不是鳴海清隆的弟弟，而是鳴海清隆的複製人。被複製的原因是因為鳴海清隆的前鋼琴家母親擔心鳴海清隆發生意外而製造出來的「實驗人體」。因為是複製人，所以鳴海步的專長、興趣全都跟鳴海清隆完全相同，但相同的部分似乎全是鳴海清隆比較強。這個部分的劇情動畫沒有出現。
鋼琴天份上被日本鋼琴界稱為「天使巧手」
因為是複製人，所以壽命很短，甚至有可能活不過成年，但在漫畫的結尾，同樣身為複製人的火澄犧牲自己的身體作實驗，來讓鳴海步增加壽命。
在漫畫中期向鳴海圓告白，表示視圓爲初戀，但自身明白圓始終愛著鳴海清隆，後期視雛乃爲支撐自己的重要之人，但其實早知道雛乃是清隆派來自己身邊的，將買來的耳環請雛乃保管，下次見面時再還他，就此與雛乃分別兩年。
兩年後，鳴海步身體日漸虛弱，最後一話時，甚至坐在病床上，寫著樂譜，伴隨鋼琴，而彈給歸來的雛乃聽。
結崎 雛乃（聲優：淺野真澄／台灣：陶敏嫻）
本故事的女主角。月臣學園二年級兼新聞社社長，鳴海步的學姐兼同伴。擅於蒐集情報，連老師和警察也可以威脅。由於跟鳴海步是夥伴且對他有好感，所以經常跟他扯上有關性命的危機。
漫畫版真正身分是一個手段高超的特務員，鳴海清隆派來留在鳴海步身邊協助他的，但最後鳴海清隆卻想利用他們的關係來給鳴海步最後一擊
在鳴海步與清隆決戰時，雛乃以恢復真正身份，認為一切都結束，在與步見面時，步將耳環給恢復身份的雛乃保管，下次見面時再還給他，最終話時，已過了兩年，雛乃從歐洲回歸日本，再度去見鳴海步，並在步的琴聲下做結尾。
真名與年齡不詳。

### 鳴海家
鳴海 清隆（聲優：井上和彥／台灣：官志宏）
被稱為「擁有神的頭腦」的人，昔日警界稱為「名偵探」的神秘男子。過去也是位有名的鋼琴演奏家，但卻在一場演奏會中表示「這裡似乎不是我該待的地方」，然後就讓鋼琴蓋直接蓋下，聽說右手五根手指全部骨折，從此引退鋼琴界。
現在他接收了水城刃生前管理的組織，其思緒跟智慧思考深遠到可謂「掌握世界的每一秒一切」，一直在思考如何解決詛咒之子的問題，現在他把歪主意動到自己的胞弟身上...
動畫版似乎只有出現背影和聲音。
漫畫在最後一話才露出真面目，並與鳴海步決戰，最後輸給步，並回家與圓從歸與好。
鳴海 圓（聲優：三石琴乃／台灣：馮美麗）
鳴海步的大嫂，也是警局的高階警官。自從丈夫鳴海清隆失蹤後就鬱鬱寡歡。雖然說是鳴海步的大嫂，但鳴海步在鳴海清隆消失後，卻馬上跑到她家去，照顧她的生活。
中期對步的告白感到尷尬，但也明確地表示自己喜歡的是清隆，最後與清隆一同去看住院的步。

### 詛咒之子
詛咒之子（ブレード・チルドレン）的數量相當龐大，似乎自出生時身體都會動手術，切除右腹一根肋骨作為其特徵（且該部位以後不會成長復原且會發痛）；另外他們的頭腦跟體能都比一般孩子還要優秀，學任何東西都快又好，但是他們身上流的血卻有個後遺症，似乎是成年後他們比較容易失去理智，化為以一擋百的殺人魔，到時一般的武力制裁團體難以擺平，所以他們的生存定義在世界上紛爭不斷。有個龐大的團體在管理觀察他們的未來動向。
野原瑞枝
辻井郁夫
艾斯‧拉塞佛德（盧瑟福特）（聲優：石田彰（電視動畫）、佐佐木望（廣播劇CD）／台灣：官志宏）
有名的鋼琴家。出生於英國，有四分之一英國血統。在14歲出道，17歲成為全世界著名的鋼琴家。詛咒之子之一，卡諾恩名義上的弟弟。
身上總會帶著小魚乾。
淺月 香介（聲優：草尾毅／台灣：夏治世）
「詛咒之子」成員之一、月臣學園二年級的學生（後來才轉學的）。除了很會搞笑以外，也有非常纖細的一面。
沒有特別的戰鬥專長，是屬於綜合型的單兵戰鬥戰士，大概略遜艾斯一籌，不過他的身子比較硬朗，有過從三樓被人從窗戶拋下而輕微摔傷的紀錄。
記憶力很好，在外傳「推理之絆~螺旋重現」的最後，雨苗雪音(夏綠蒂)把「御巫檔案」寄託給他，但實際上「御巫檔案」早被鳴海清隆偷偷在他身上裝的竊聽器給竊聽了。
喜歡青梅竹馬高町亮子。
竹內 理緒（聲優：堀江由衣／台灣：馮美麗）
「詛咒之子」成員之一、月臣學園二年級的學生。外表和行為看起來像小孩子一般，非常可愛，而且聰明絕頂，喜歡吃哈密瓜。
她的戰鬥專長是爆破，也就是製造、埋設炸彈並運用之，以及制定戰術跟心理戰，由於製作炸彈也需要很多的材料，所以她對蒐集物資也有一套。
實際上對鳴海步也有些許好感。
高町 亮子（聲優：／台灣：馮美麗）
「詛咒之子」成員之一、月臣學園二年級兼田徑社社長。一開始不願介入組織的任何行動，但最後與輸掉艾斯‧拉賽佛德的賭注而徹底臣服，體能跟格鬥技巧特別優異，跟香介是一起長大的青梅竹馬，喜歡香介。
卡諾恩‧席爾貝魯特（希爾伯特）（聲優：野島健兒／台灣：陳幼文）
「詛咒之子」成員之一。自幼年起與艾斯‧拉賽佛德有交情。教導淺月香介等人戰鬥技巧（也有可能是全詛咒之子都受他教導過...）的導師，但他還有另一種身份─企圖剿滅「詛咒之子」的「獵人」之成員。
喜歡貓，尤其是波斯貓，曾刺殺艾斯但未成功。
天生的戰鬥人才，其反射神經異常發達，許多拳腳格鬥、冷兵器跟槍械使用技巧似乎未學先會；由於從小就被「獵人」追殺，所以他比世界上的任何一支特種部隊，還擁有更多的生死關頭戰鬥經驗，對生死氣息異常靈敏，許多對他懷有殺意的人動手的結果都是被反噬而丟了老命，認真起來，甚至是所有詛咒之子中最強的。
最後被火澄刺殺身亡，但艾斯表示卡諾恩是看透一切才選擇死亡。
白長谷 小夜子（聲優：中原麻衣／台灣：陶敏嫻）
「詛咒之子」成員之一。因為某事情失去記憶，基本上跟詛咒之子沒有密切的行動。

### 惡魔
水城 火澄
水城刃的複製人，屬於與鳴海步對立的一方（惡魔的一方）。個性相當開朗，人緣很好。跳樓自殺未遂，後來自願成為複製人的臨床實驗體，因為重重的實驗和副作用而死亡。動畫版並未出現。
曾刺殺卡諾恩。
為了證實自己的理念是正確的，所以痛下殺手，但最後還是輸給步
水城 刃
是所有「詛咒之子」的父親。在鳴海清隆出現之前，是掌控世界的幕後人物，後來被鳴海清隆所殺。動畫版並未出現。

### 獵人
園部 隆司（聲優：小野坂昌也／台灣：官志宏）
動畫第一話企圖殺了白長谷小夜子的兇手。事後並嫁禍給鳴海步。但是由於殺害不成，而企圖逃離警方。被淺月香介推下去殺了。
今里（聲優：野島裕史／台灣：陳幼文）
月臣學園的老師。想要告訴鳴海步詛咒之子真相，但是在告訴鳴海步之前就被竹內理緒給殺死。

### 其他人物
和田谷 末丸（聲優：島田敏／台灣：陳幼文）
警局幹員、鳴海圓的部屬。三不五時受到鳴海圓的苛責。

## 出版書籍
| 集數 | 史克威爾艾尼克斯 | 史克威爾艾尼克斯   |
| 集數 | 發售日期         | ISBN               |
| ---- | ---------------- | ------------------ |
| 1    | 2000年3月22日    | ISBN 4-7575-0175-7 |
| 2    | 2000年8月22日    | ISBN 4-7575-0271-0 |
| 3    | 2001年1月22日    | ISBN 4-7575-0370-9 |
| 4    | 2001年7月22日    | ISBN 4-7575-0468-3 |
| 5    | 2001年11月22日   | ISBN 4-7575-0557-4 |
| 6    | 2002年5月22日    | ISBN 4-7575-0678-3 |
| 7    | 2002年10月22日   | ISBN 4-7575-0790-9 |
| 8    | 2003年2月22日    | ISBN 4-7575-0854-9 |
| 9    | 2003年8月22日    | ISBN 4-7575-0982-0 |
| 10   | 2004年1月22日    | ISBN 4-7575-1099-3 |
| 11   | 2004年5月22日    | ISBN 4-7575-1186-8 |
| 12   | 2004年9月22日    | ISBN 4-7575-1252-X |
| 13   | 2005年5月22日    | ISBN 4-7575-1366-6 |
| 14   | 2005年10月22日   | ISBN 4-7575-1521-9 |
| 15   | 2006年2月22日    | ISBN 4-7575-1605-3 |

### 小說
以《小說 少年偵探 ～推理之絆～》（小説 スパイラル〜推理の絆〜）為標題，於2001年至2004年期間發行4冊。由鳴海歩為主角的漫画版插圖的長篇小說，跟鳴海清隆為主角的短篇漫畫所構成。
| 集數 | 副標題 | 史克威爾艾尼克斯 | 史克威爾艾尼克斯   |
| 集數 | 副標題 | 發售日期         | ISBN               |
| ---- | ------ | ---------------- | ------------------ |
| 1    |        | 2001年3月30日    | ISBN 4-7575-0415-2 |
| 2    |        | 2002年3月29日    | ISBN 4-7575-0670-8 |
| 3    |        | 2003年3月28日    | ISBN 4-7575-0852-2 |
| 4    |        | 2004年3月31日    | ISBN 4-7575-1181-7 |

## 電視動畫

### 製作人員
- 原作：城平京
- 作畫：水野英多
- 連載：《月刊少年GANGAN》（ENIX）
- 原案協力：倉重宣之、小泉浩志、湯村宣昭（ENIX《月刊少年GANGAN》編輯部）
- 系列構成：高橋奈津子
- 人物設定、總作畫監督：中山由美
- 美術監督：廣瀨義憲
- 色彩設定：箕輪綾實
- 編輯：關一彥
- 音樂：見岳章
- 道具設計：白井順
- 後期錄音演出：井上和彥
- 音響演出：
- 音樂演出：原田扶美子
- 音響效果：田中秀實
- 錄音助手：田中文章
- 錄音室：Studio
- 錄音製作：樂音舍
- 音響製作擔當：白崎惠理
- 音樂製作人：高良仁久 藤本昌俊
- 音樂製作／協力：日本新力音樂、SME Visual Work Inc.、東京電視台音樂
- 製作人：東不可止（東京電視台）、勝股英夫（SME Visual Work Inc.）、板橋秀德（創通映像）
- 製作製作人：松倉友二（J.C.STAFF）、大山良（SME Visual Work Inc.）
- 監督：金子伸吾
- 動畫製作：J.C.STAFF
- 製作：TV TOKYO、創通映像、SME Visual Work Inc.
- 著作：（C）城平京・水野英多 ／ Square Enix・Aniplex・創通・東京電視台

### 主題曲
- 片頭曲

作詞：Strawberry JAM，作曲：あき，歌：Strawberry JAM
- 片尾曲(Cocktail)

作詞・作曲：たくや，編曲：佐久間正英&Hysteric Blue ，歌：Hysteric Blue
- 插入曲：(Twinkle My Heart)

歌：淺野真澄（結崎雛乃）

### 各話列表
| 集數 | 日文標題 | 中文標題             | 劇本              | 分鏡              | 演出              | 作畫監督                 |
| ---- | -------- | -------------------- | ----------------- | ----------------- | ----------------- | ------------------------ |
| 1    |          | 命運的螺旋           | 高橋奈津子        | 金子伸吾          | 木宮茂            | 櫻井木實 秦野好紹        |
| 2    |          | 死之聖樹館           | 高橋奈津子        | 政木伸一          | 淺見松雄          | 井嵨子 寺澤伸介          |
| 3    |          | 被詛咒的孩子們       | 北條千夏          | 奧田誠治          | 三宅雄一郎        | 櫻井木實 武內啟          |
| 4    |          | 相信者的幸福         | 田中哲生          | 道理保            | 道理保            | 清水博明 金鐘學          |
| 5    |          | 霧之死刑台           | 界三保            | 葛谷直行          | 山內東生雄        | 櫻井木實 青井清年        |
| 6    |          | 包圍網的死角         | 高橋奈津子        | 江島泰男          | 江島泰男          | 大河原晴男               |
| 7    |          | 不信者的選擇         | 田中哲生          | 葛谷直行          | 葛谷直行          | 櫻井木實 青井清年 武內啟 |
| 8    |          | 失敗者的一天         | 北條千夏          | 阿部雅司          | 阿部雅司          |                          |
| 9    |          | 你所能做的每件事     | 高橋奈津子        | 中島弘明          | 太田博光          | 櫻井木實 武內啟          |
| 10   |          | 唯一明智的方法       | 小出克彥          | 京田知己          | 大久保唯男        | 清水博明                 |
| 11   |          | Goodnight Sweetheart | 高橋奈津子        | 葛谷直行          | 福本潔            | 青井清年                 |
| 12   |          | 乾涸的眼瞳           | 北條千夏          | 江島泰男          | 三條實美          | 大河原晴男               |
| 13   |          | Overture ～序曲～    | 小出克彥          | 政木伸一          | 政木伸一          | 櫻井木實 武內啟          |
| 14   |          | 像香甜的霧一樣       | 高橋奈津子        | 金子伸吾          | 淺見松雄          | 井嵨子                   |
| 15   |          | Like a Swan 宛如天鵝 | 田中哲生          | 葛谷直行          | 太田博光          | 木下勇喜 櫻井木實        |
| 16   |          | 不速之客             | 北條千夏          | 阿部雅司          | 阿部雅司          |                          |
| 17   |          | 黑暗的掃瞄器         | 界三保            | 葛谷直行          | 福本潔            | 青井清年                 |
| 18   |          | 悲嘆的天使           | 高橋奈津子        | 水島精二          | 新田義方          | 大河原晴男               |
| 19   |          | 心之鏡               | 小出克彥          | 葛谷直行          | 大宅光子          | 櫻井木實                 |
| 20   |          | 低聲私語的影子       | 田中哲生          | 福田道生          |                   | 篁馨 吉田隆彥 井嵨子     |
| 21   |          | 心碎的聲音           | 北條千夏          | 葛谷直行          | 新田義方          | 原田峰文 武內啟          |
| 22   |          | 假面具的告白         | 高橋奈津子 界三保 | 阿部雅司          | 阿部雅司          | 篁馨                     |
| 23   |          | 不停的雨             | 小出克彥          | 葛谷直行          | 福本潔            | 青井清年                 |
| 24   |          | 高城的男人           | 高橋奈津子        | 大河原晴男        | 新田義方          | 大河原晴男 篁馨          |
| 25   |          | 菖蒲的解凍之音       | 高橋奈津子        | 葛谷直行 金子伸吾 | 淺見松雄 金子伸吾 | 中山由美                 |

## 外部連結
- SQUARE ENIX/月刊少年GANGAN漫畫官方網站 （页面存档备份，存于）（日語）
- ANIPLEX/Sony Music動畫官方網站 （页面存档备份，存于）（日語）
- J.C.STAFF動畫官方網站（日語）
- 東京電視台動畫官方網站 （页面存档备份，存于）（日語）
- 推理之絆~螺旋重現日本官方網頁 （页面存档备份，存于）（日語）